# Væksthusgartner
 Denne artikel omhandler overvejende eller alene danske forhold. Hjælp gerne med at gøre artiklen mere almen.
Væksthusgartneren producerer potteplanter såsom chrysanthemum, kalanchöe, gerbera og campanula i store højteknologiske væksthuse. En væksthusgartner kan også producere snitblomster fx freesia, chrysanthemum og liljer eller væksthusgrøntsager herunder salat, agurk, tomat eller krydderurter. 

## Arbejdsopgaver og -plads
En væksthusgartners arbejdsopgaver er typisk vanding, gødskning, plantning, såning, sprøjtning og pakning af planter til salg. Væksthusgartneren følger således planten hele vejen fra plantning eller såning til blomstring og dermed salg af planten. Tidligere arbejdede væksthusgartneren typisk i en lille familievirksomhed og producerede et større antal forskelligartede planter. I dag arbejder væksthusgartnere ofte i større virksomheder, der typisk drives som selskaber, der satser på nogle ganske få forskelligartede planter, som til gengæld dyrkes i stort antal. 
Væksthusene er store og der anvendes computere til at styre klimaet. Stadig flere investerer i planterobotter og transportbånd, der letter arbejdsopgaverne og sænker lønomkostningerne. Væksthusene opvarmes kunstigt vha. kul, olie, naturgas eller fjernvarme, og der anvendes ofte vækstlys i vinterhalvåret. 

## Konkurrence
Der er i disse år meget hård konkurrence fra lande som Holland, Italien, Spanien og sydligere liggende lande. Dette skyldes primært lavere lønomkostninger, varmeudgifter og færre miljøhensyn i disse lande.